# Fussball Club Vaduz 2022-2023
Questa voce raccoglie le informazioni riguardanti il Fussball Club Vaduz nelle competizioni ufficiali della stagione 2022-2023.

## Stagione
Nella stagione 2022-2023 il Vaduz, allenato da Alessandro Mangiarratti, Alex Kern, Jürgen Seeberger, Jan Mayer e Martin Stocklasa, concluse il campionato di Challenge League all'8º posto. In Europa Conference League il Vaduz fu eliminato nella fase a gironi. In Coppa del Liechtenstein il Vaduz vinse la finale contro il Balzers.

## Rosa
| N. |                                 | Ruolo | Calciatore      |
| -- | ------------------------------- | ----- | --------------- |
| 1  | Liechtenstein (bandiera)        | P     | Benjamin Büchel |
| 3  | Francia (bandiera)              | D     | Anthony Goelzer |
| 4  | Liechtenstein (bandiera)        | C     | Nicolas Hasler  |
| 5  | Austria (bandiera)              | D     | Anes Omerović   |
| 6  | Kosovo (bandiera)               | D     | Fuad Rahimi     |
| 7  | Serbia (bandiera)               | C     | Merlin Hadzi    |
| 8  | Liechtenstein (bandiera)        | C     | Sandro Wieser   |
| 9  | Austria (bandiera)              | A     | Manuel Sutter   |
| 10 | Svizzera (bandiera)             | A     | Tunahan Çiçek   |
| 11 | Finlandia (bandiera)            | A     | Tim Väyrynen    |
| 13 | Svizzera (bandiera)             | D     | Kevin Iodice    |
| 14 | Serbia (bandiera)               | C     | Milan Gajić     |
| 17 | Svizzera (bandiera)             | C     | Joël Ris        |
| 19 | Bosnia ed Erzegovina (bandiera) | A     | Dejan Đokić     |
| 20 | Liechtenstein (bandiera)        | C     | Simon Lüchinger |

| N. |                               | Ruolo | Calciatore       |
| -- | ----------------------------- | ----- | ---------------- |
| 21 | Kosovo (bandiera)             | D     | Arbenit Xhemajli |
| 23 | Svizzera (bandiera)           | D     | Dario Ulrich     |
| 24 | Svizzera (bandiera)           | D     | Cédric Gasser    |
| 25 | Liechtenstein (bandiera)      | P     | Gabriel Foser    |
| 27 | Nigeria (bandiera)            | A     | Franklin Sasere  |
| 28 | Svizzera (bandiera)           | D     | Lars Traber      |
| 29 | Germania (bandiera)           | D     | Gabriel Isik     |
| 30 | Liechtenstein (bandiera)      | P     | Tim-Tiado Oehri  |
| 34 | Macedonia del Nord (bandiera) | A     | Ardit Destani    |
| 42 | Svizzera (bandiera)           | P     | Gion Chande      |
| 47 | Svizzera (bandiera)           | C     | Fabio Fehr       |
| 53 | Kosovo (bandiera)             | C     | Gëzim Pepsi      |
| 74 | Svizzera (bandiera)           | A     | Elmin Rastoder   |
| 77 | Austria (bandiera)            | C     | Kristijan Dobras |
| 80 | Camerun (bandiera)            | C     | Ryan Fosso       |

## Organigramma societario
Area tecnica
- Allenatore: Alessandro Mangiarratti, Alex Kern, Jürgen Seeberger, Jan Mayer, Martin Stocklasa
- Allenatore in seconda: Walter Thomae
- Preparatore dei portieri: Sebastian Selke
- Preparatori atletici:

## Calciomercato

### Sessione estiva
| Acquisti | Acquisti         | Acquisti             | Acquisti |
| R.       | Nome             | da                   | Modalità |
| -------- | ---------------- | -------------------- | -------- |
| C        | Gëzim Pepsi      | Winterthur           |          |
| D        | Arbenit Xhemajli | Sunderland           |          |
| D        | Anthony Goelzer  | Kriens               |          |
| P        | Gabriel Foser    | Vaduz II             |          |
| C        | Ryan Fosso       | Young Boys U19       |          |
| C        | Merlin Hadzi     | Stade Lausanne-Ouchy |          |
| C        | Nicolas Hasler   | Thun Berner Oberland |          |
| D        | Gabriel Isik     | Winterthur           |          |
| A        | Elmin Rastoder   | Grasshoppers         |          |
| A        | Franklin Sasere  | Ħamrun Spartans      |          |
| D        | Lars Traber      | Brühl                |          |

| Cessioni | Cessioni          | Cessioni             | Cessioni |
| R.       | Nome              | a                    | Modalità |
| -------- | ----------------- | -------------------- | -------- |
| D        | Yannick Schmid    | Winterthur           |          |
| A        | Ferhat Saglam     | Kriens               |          |
| D        | Giosuè Capozzi    | Brühl                |          |
| D        | Gianni Antoniazzi | FC Weesen            |          |
| C        | Albin Behluli     | Eschen/Mauren        |          |
| A        | Matteo di Giusto  | Winterthur           |          |
| C        | Yago Gomes        | San Gallo II         |          |
| D        | Nico Hug          | Hallescher           |          |
| A        | Elvin Ibrišimović | Dornbirn             |          |
| C        | Simon Lüchinger   | Eschen/Mauren        |          |
| D        | Linus Obexer      | Stade Lausanne-Ouchy |          |
| A        | Simone Rapp       | Karlsruhe            |          |
| C        | Tim Staubli       | Wil                  |          |
| P        | Nico Strübi       | Wil                  |          |

### Sessione invernale
| Acquisti | Acquisti | Acquisti | Acquisti |
| R.       | Nome     | da       | Modalità |
| -------- | -------- | -------- | -------- |

| Cessioni | Cessioni | Cessioni | Cessioni |
| R.       | Nome     | a        | Modalità |
| -------- | -------- | -------- | -------- |

## Risultati

### Challenge League

#### Prima fase, girone di andata
| Arbitro: | Kanagasingam |

|           |           |           |
| Vladi 10’ | Marcatori | 83’ Đokić |

| Arbitro: | Huwiler |

|                                        |           |                           |
| Çiçek 3’, 90’ (rig.) Malula 84’ (aut.) | Marcatori | 21’, 68’ Koné 41’ Fargues |

| Arbitro: | Kanagasingam |

|                             |           |  |
| Beka 84’ Bahloul 90’ (rig.) | Marcatori |  |

| Arbitro: | Drmic |

|                      |           |                            |
| Ulrich 48’ Hadzi 66’ | Marcatori | 19’ Manis 34’, 88’ Pollero |

| Arbitro: | Turkes |

|                     |           |                                               |
| Hadzi 59’ Çiçek 79’ | Marcatori | 18’, 68’ Kyeremateng 82’ Sutter 90’ Castroman |

| Arbitro: | Gianforte |

|                           |           |           |
| Coyle 30’ Labeau 60’, 79’ | Marcatori | 90’ Hadzi |

| Arbitro: | Bieri |

|           |           |                  |
| Çiçek 24’ | Marcatori | 74’ (aut.) Gajić |

| Arbitro: | Thies |

|                    |           |            |
| Nuzzolo 44’ (rig.) | Marcatori | 67’ Gasser |

| Arbitro: | Wolfensberger |

|  |           |                 |
|  | Marcatori | 39’, 52’ Ajdini |

#### Prima fase, girone di ritorno
| Arbitro: | Qovanaj |

|                        |           |                            |
| Bobadilla 35’ Lika 43’ | Marcatori | 77’ Đokić 82’ (rig.) Hadzi |

| Arbitro: | Grundbacher |

|                                 |           |  |
| Rastoder 4’, 33’ Çiçek 13’, 27’ | Marcatori |  |

| Arbitro: | Sanli |

|           |           |                                                         |
| Danho 80’ | Marcatori | 2’, 10’ Hasler 64’ Đokić 73’ Xhemajli 76’ (rig.) Dobras |

| Vaduz 23 ottobre 2022, ore 14:15 CEST 13ª giornata | Vaduz   | 0 – 0 referto | Wil | Rheinpark (1 499 spett.)\| Arbitro: \| Piccolo \| |
| Arbitro:                                           | Piccolo |               |     |                                                   |

| Arbitro: | Turkes |

|                      |           |  |
| Padula 4’ Chácon 10’ | Marcatori |  |

| Arbitro: | von Mandach |

|                  |           |             |
| Çiçek 14’ (rig.) | Marcatori | 46’ Berisha |

| Arbitro: | Huwiler |

|                                 |           |           |
| Silva 69’ Vishi 85’ Thioune 90’ | Marcatori | 89’ Đokić |

| Arbitro: | Kanagasingam |

|              |           |  |
| Rastoder 49’ | Marcatori |  |

| Arbitro: | Bieri |

|                    |           |              |
| Oberlin 85’ (rig.) | Marcatori | 61’ Rastoder |

#### Seconda fase, girone di andata
| Arbitro: | Turkes |

|                       |           |                        |
| Goelzer 79’ Çiçek 86’ | Marcatori | 49’ Muci 60’ Lukembila |

| Arbitro: | Jaussi |

|          |           |  |
| Vogt 90’ | Marcatori |  |

| Arbitro: | Staubli |

|  |           |                                |
|  | Marcatori | 8’ Santos 67’, 89’ Kyeremateng |

| Arbitro: | Qovanaj |

|                |           |                       |
| Beyer 49’, 85’ | Marcatori | 51’ Omerović 90’ Fehr |

| Arbitro: | Odiet |

|           |           |                           |
| Đokić 17’ | Marcatori | 38’ Havenaar 75’ Del Toro |

| Losanna 5 marzo 2023, ore 16:30 CET 24ª giornata | Losanna | 0 – 0 referto | Vaduz | Stadio della Tuilière (3 550 spett.)\| Arbitro: \| Drmic \| |
| Arbitro:                                         | Drmic   |               |       |                                                             |

| Arbitro: | Turkes |

|                       |           |                |
| Dobras 73’ Sasere 90’ | Marcatori | 26’ Cortelezzi |

| Losanna 18 marzo 2023, ore 18:00 CET 26ª giornata | Stade Lausanne-Ouchy | 0 – 0 referto | Vaduz | Stade Olympique de la Pontaise (312 spett.)\| Arbitro: \| Huwiler \| |
| Arbitro:                                          | Huwiler              |               |       |                                                                      |

| Arbitro: | Gianforte |

|  |           |                       |
|  | Marcatori | 85’ Fehr 90’ Rastoder |

#### Seconda fase, girone di ritorno
| Arbitro: | Huwiler |

|              |           |                                         |
| Rastoder 78’ | Marcatori | 24’, 53’ Vogt 27’ Bobadilla 76’ Navarro |

| Arbitro: | von Mandach |

|           |           |                                                                          |
| Samba 48’ | Marcatori | 7’ (rig.), 11’, 65’ (rig.) Çiçek 16’ Hasler 20’ (rig.) Sasere 61’ Sutter |

| Arbitro: | Drmic |

|              |           |            |
| Xhemajli 87’ | Marcatori | 48’ Labeau |

| Vaduz 30 aprile 2023, ore 14:15 CEST 31ª giornata | Vaduz | 0 – 0 referto | Yverdon | Rheinpark (1 532 spett.)\| Arbitro: \| Odiet \| |
| Arbitro:                                          | Odiet |               |         |                                                 |

| Arbitro: | Horisberger |

|                                             |           |                                       |
| Väyrynen 26’ (aut.) Matoshi 30’ Bertone 37’ | Marcatori | 15’ Çiçek 17’ Đokić 76’ (aut.) Wyssen |

| Arbitro: | Huwiler |

|  |           |            |
|  | Marcatori | 64’ Fazliu |

| Arbitro: | Kanagasingam |

|                      |           |  |
| Muci 18’ Bahloul 72’ | Marcatori |  |

| Arbitro: | Gianforte |

|                        |           |                             |
| Rastoder 60’ Fosso 90’ | Marcatori | 49’ Ajdini 76’ (rig.) Mulaj |

| Arbitro: | Huwiler |

|             |           |                                            |
| Ouhafsa 54’ | Marcatori | 3’, 38’, 48’, 63’ Sasere 44’ Isik 56’ Fehr |

### Coppa del Liechtenstein
| 31 agosto 2022, ore 20:15 CEST Ottavi di finale | Triesen II | 0 – 18 | Vaduz |  |

| 20 settembre 2022, ore 20:00 CEST Quarti di finale | Eschen/Mauren III | 0 – 8 | Vaduz |  |

| 5 aprile 2023, ore 20:00 CEST Semifinale | Eschen/Mauren | 1 – 2 (d.t.s.) | Vaduz |  |

| Arbitro: | David Schärli |

|                                                     |           |  |
| 41’ Gasser 70’ (rig.) Çiçek 77’ Traber 88’ Väyrynen | Marcatori |  |

### Europa Conference League

#### Fase di qualificazione
| Arbitro: | Bogár |

|  |           |           |
|  | Marcatori | 53’ Çiçek |

| Arbitro: | Kasumi |

|             |           |            |
| Sasere 102’ | Marcatori | 88’ Kotnik |

| Arbitro: | Lukjančukas |

|            |           |           |
| Sasere 72’ | Marcatori | 88’ Demir |

| Arbitro: | Fernández |

|                                         |           |                                      |
| Guilherme 18’ (rig.) Hadžiahmetović 90’ | Marcatori | 28’, 89’ Gasser 31’ Sutter 67’ Çiçek |

| Arbitro: | Tohver |

|            |           |            |
| Ulrich 10’ | Marcatori | 53’ Druijf |

| Arbitro: | Obrenović |

|  |           |           |
|  | Marcatori | 22’ Çiçek |

#### Fase a gironi
| Vaduz 8 settembre 2022, ore 21:00 CEST 1ª giornata | Vaduz   | 0 – 0 referto | Apollōn Limassol | Rheinpark (1 188 spett.)\| Arbitro: \| Muntean \| |
| Arbitro:                                           | Muntean |               |                  |                                                   |

| Arbitro: | Walsh |

|                                                |           |             |
| Barası 19’ Beukema 81’ Sugawara 90’ de Wit 90’ | Marcatori | 22’ Goelzer |

| Arbitro: | Jović |

|                           |           |                     |
| Dovbyk 5’ Pichal'onok 78’ | Marcatori | 26’ Fehr 47’ Gasser |

| Arbitro: | Barbu |

|              |           |                        |
| Rastoder 30’ | Marcatori | 25’ Hamache 90’ Dovbyk |

| Arbitro: | Robertson |

|            |           |                              |
| Hasler 76’ | Marcatori | 50’ Kerkez 75’ van Brederode |

| Arbitro: | Bel |

|             |           |  |
| Roberge 32’ | Marcatori |  |

## Statistiche

### Statistiche di squadra
| Competizione             | Punti | In casa | In casa | In casa | In casa | In casa | In casa | In trasferta | In trasferta | In trasferta | In trasferta | In trasferta | In trasferta | Totale | Totale | Totale | Totale | Totale | Totale | DR  |
| Competizione             | Punti | G       | V       | N       | P       | Gf      | Gs      | G            | V            | N            | P            | Gf           | Gs           | G      | V      | N      | P      | Gf     | Gs     | DR  |
| ------------------------ | ----- | ------- | ------- | ------- | ------- | ------- | ------- | ------------ | ------------ | ------------ | ------------ | ------------ | ------------ | ------ | ------ | ------ | ------ | ------ | ------ | --- |
| Challenge League         | 37    | 18      | 3       | 8       | 7       | 23      | 30      | 18           | 4            | 8            | 6            | 31           | 26           | 36     | 7      | 16     | 13     | 54     | 56     | -2  |
| Europa Conference League | -     | 6       | 0       | 4       | 2       | 5       | 7       | 6            | 3            | 1            | 2            | 9            | 9            | 12     | 3      | 5      | 4      | 14     | 16     | -2  |
| Coppa del Liechtenstein  | -     | 1       | 1       | 0       | 0       | 4       | 0       | 3            | 3            | 0            | 0            | 28           | 1            | 4      | 4      | 0      | 0      | 32     | 1      | +31 |
| Totale                   | 37    | 24      | 3       | 12      | 9       | 28      | 37      | 24           | 7            | 9            | 8            | 40           | 35           | 48     | 10     | 21     | 17     | 68     | 72     | -4  |

### Andamento in campionato
| Giornata  | 1 | 2 | 3 | 4 | 5 | 6 | 7 | 8 | 9 | 10 | 11 | 12 | 13 | 14 | 15 | 16 | 17 | 18 | 19 | 20 | 21 | 22 | 23 | 24 | 25 | 26 | 27 | 28 | 29 | 30 | 31 | 32 | 33 | 34 | 35 | 36 |
| --------- | - | - | - | - | - | - | - | - | - | -- | -- | -- | -- | -- | -- | -- | -- | -- | -- | -- | -- | -- | -- | -- | -- | -- | -- | -- | -- | -- | -- | -- | -- | -- | -- | -- |
| Luogo     | T | C | T | C | C | T | C | T | C | T  | C  | T  | C  | T  | C  | T  | C  | T  | C  | T  | C  | T  | C  | T  | C  | T  | T  | C  | T  | C  | C  | T  | C  | T  | C  | T  |
| Risultato | N | N | P | P | P | P | N | N | P | N  | V  | V  | N  | P  | N  | P  | V  | N  | N  | P  | P  | N  | P  | N  | V  | N  | V  | P  | V  | N  | N  | N  | P  | P  | N  | V  |
| Posizione | 5 | 8 | 8 | 8 | 9 | 9 | 9 | 9 | 9 | 9  | 9  | 9  | 9  | 9  | 9  | 9  | 8  | 9  | 9  | 9  | 9  | 9  | 9  | 9  | 9  | 9  | 8  | 9  | 8  | 8  | 8  | 8  | 9  | 9  | 9  | 8  |

Legenda:

Luogo: C = Casa; T = Trasferta. Risultato: V = Vittoria; N = Pareggio; P = Sconfitta.

### Statistiche dei giocatori
| B. Büchel    | 33 | 0  | 2  | 0 |
| G. Chande    | 2  | 0  | 0  | 0 |
| A. Destani   | 0  | 0  | 0  | 0 |
| K. Dobras    | 26 | 2  | 6  | 0 |
| F. Fehr      | 34 | 3  | 6  | 0 |
| G. Foser     | 1  | 0  | 0  | 0 |
| R. Fosso     | 30 | 1  | 7  | 0 |
| M. Gajić     | 25 | 0  | 4  | 0 |
| C. Gasser    | 24 | 1  | 4  | 0 |
| A. Goelzer   | 14 | 1  | 0  | 0 |
| M. Hadzi     | 18 | 4  | 1  | 0 |
| N. Hasler    | 31 | 3  | 7  | 0 |
| K. Iodice    | 5  | 0  | 2  | 0 |
| G. Isik      | 28 | 1  | 10 | 1 |
| S. Lüchinger | 3  | 0  | 0  | 0 |
| T. Oehri     | 0  | 0  | 0  | 0 |
| A. Omerović  | 11 | 1  | 2  | 0 |
| G. Pepsi     | 15 | 0  | 1  | 0 |
| F. Rahimi    | 0  | 0  | 0  | 0 |
| E. Rastoder  | 32 | 7  | 1  | 0 |
| J. Ris       | 11 | 0  | 1  | 0 |
| F. Sasere    | 35 | 6  | 2  | 0 |
| Y. Schmid    | 2  | 0  | 0  | 0 |
| M. Sutter    | 29 | 1  | 4  | 0 |
| L. Traber    | 20 | 0  | 4  | 0 |
| D. Ulrich    | 28 | 1  | 5  | 1 |
| T. Väyrynen  | 11 | 0  | 0  | 0 |
| S. Wieser    | 6  | 0  | 1  | 0 |
| A. Xhemajli  | 21 | 2  | 5  | 0 |
| T. Çiçek     | 35 | 12 | 4  | 0 |
| D. Đokić     | 32 | 6  | 2  | 0 |